# Барановский, Владимир Львович
Влади́мир Льво́вич Барано́вский (20 мая 1882, Казань — 11 сентября 1931, Сиблаг) — русский и советский военный, участник Первой мировой войны.

## Биография
Родился в Казани в семье генерал-лейтенанта Л. С. Барановского.
Окончил Сибирский кадетский корпус и Константиновское артиллерийское училище (1902), из которого выпущен подпоручиком в лейб-гвардии 1-ю артиллерийскую бригаду.
Чины: поручик (1905), капитан (1909), подполковник (1915), полковник (1917), генерал-майор (за отличия по службе, 1917).
В 1910 году окончил Императорскую Николаевскую военную академию по первому разряду. Цензовое командование ротой отбывал в 141-м пехотном Можайском полку (1910—1912).
26 ноября 1912 назначен старшим адъютантом штаба 25-й пехотной дивизии, с которой вступил в Первую мировую войну. Был награждён Георгиевским оружием
За то, что в бою 7 авг. 1914 г., будучи послан в передовые части для выяснения обстановки и с приказаниями, подъезжая к д. Ионасталь, по собственной инициативе указал позицию для батарей и передал им приказание — артиллерийским огнём поддержать отходившие части. В тот же день, по собственной инициативе, останавливал некоторые отходившие части, восстанавливал в них порядк, ориентировал начальников их в общем положении дел и направлял части вперед, подвергая себя все время опасности, чем в значительной мере способствовал успеху дня и достижению постановленной дивизии цели.
С апреля 1915 — и.д. штаб-офицера для поручений штаба 3-го Кавказского корпуса. С 12 июня 1915 — и.д. нач. штаба 101-й пехотной дивизии, с 18 октября 1915 — и.д. нач. штаба 74-й пехотной дивизии. С 6 декабря 1915 — и.д. нач. штаба 32-й пехотной дивизии. С 21 сентября 1916 — штаб-офицер для делопроизводства и поручений управления ген-квартирмейстера Верховного Главнокомандующего.
Участник Февральской революции, член Военной комиссии Временного комитета Государственной думы.
После того как А. Ф. Керенский, который был женат на сестре Барановского, занял должности военного и морского министра во Временном правительстве, 8 мая 1917 он назначил Барановского начальником кабинета военного министра. 7 июля 1917 Барановский был произведен в полковники, а уже 30 августа 1917 — в генерал-майоры «за отличия по службе».
С 11 сентября 1917 по 14 ноября 1917 — генерал-квартирмейстер штаба Северного фронта.
После Октябрьской революции подвергался аресту. Находился в заключении в Петропавловской крепости до 4 января 1918, когда был освобожден под честное слово. В марте 1918 уволен со службы.
С сентября 1918 в РККА: военрук главного управления Всевобуча, с 6 декабря 1918 — начальник учебно-организационного отдела Всевобуча. Затем помощник начальника управления Всевобуча (с 31 января по 20 декабря 1919 года). Одновременно с 31 января по 27 ноября 1919 — начальник штаба войск т. н. Московского оборонительного сектора, созданного для обороны подступов к Москве ввиду продвижения Деникина в составе Московской, Рязанской, Тульской и Калужской губерний.
С 20 декабря 1919 и до начала 1921 — помощник начальника Всероглавштаба. С 15 апреля 1921 — начальник Организационного управления Штаба РККА. В 1921—1924 — начальник оперативно-строевого отдела управления связи РККА. Затем — военрук института повышения квалификации народного образования и главный военрук московских вузов.
Арестован 17 февраля 1931 по делу «Весна». Признал себя виновным в создании контрреволюционных организаций. По признаниям жены, в то время был тяжело болен. Осужден к ВМН с заменой на 10 лет ИТЛ. Умер в СибЛАГе.